# Jakob Arnold von Salis
(Jakob) Arnold von Salis (* 21. Dezember 1847 in Stampa, Kanton Graubünden; † 6. März 1923 in Basel) war ein Schweizer evangelisch-reformierter Theologe, Dichter und Historiker.

## Leben

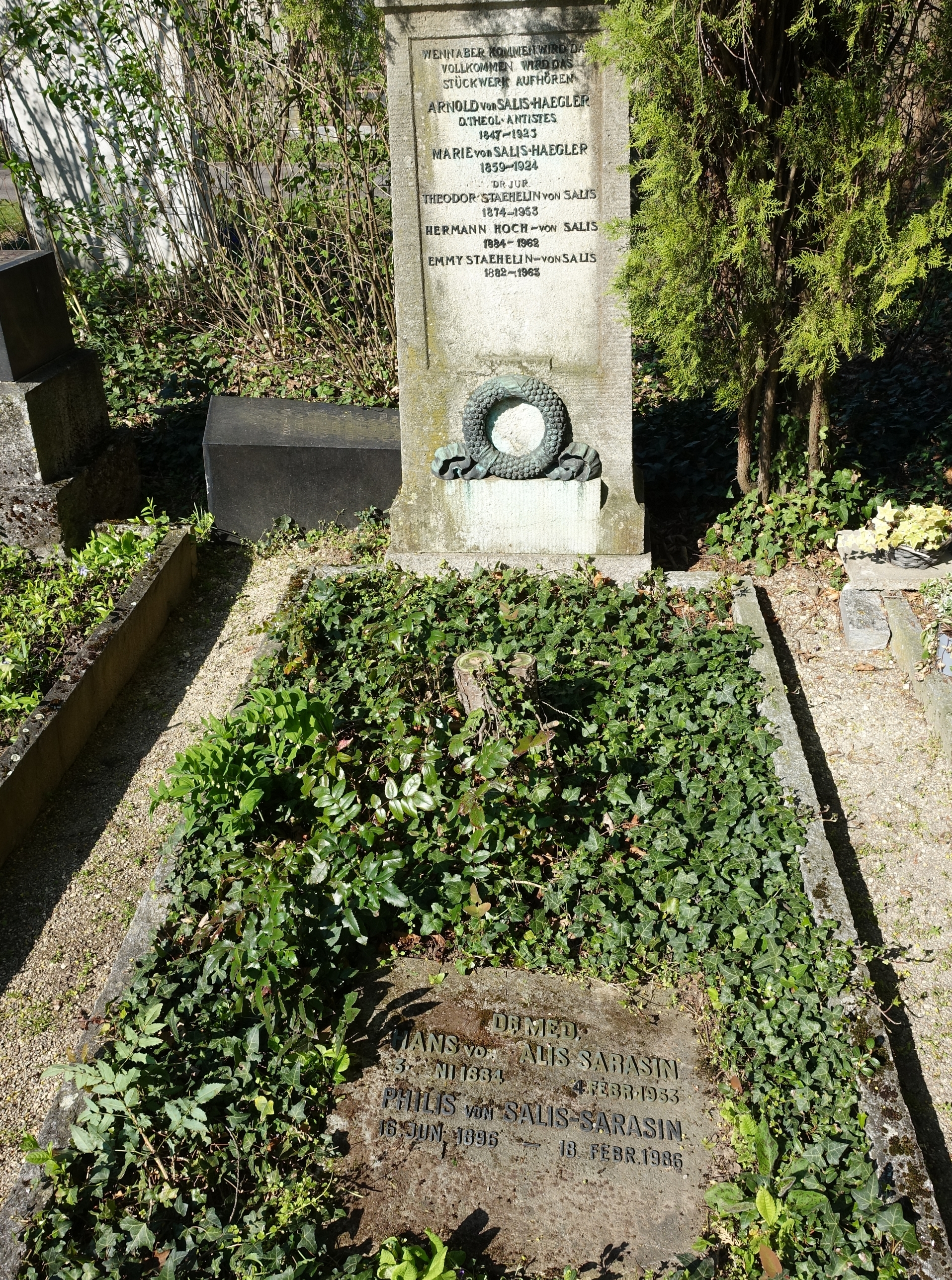
Grab auf dem Friedhof Wolfgottesacker

Von Salis, ein Angehöriger des Graubündner Adelsgeschlechts Salis, wurde als Sohn des Pfarrers Johann Jakob von Salis (1821–1902) und seiner Ehefrau Marie Weitnauer geboren. Er wuchs in Basel auf, wo er das Gymnasium besuchte, und studierte Evangelische Theologie an den Universitäten Basel, Berlin und Tübingen.
1871 wurde er ordiniert und amtete anschliessend (nach kurzem Vikariat in Bubendorf BL) als Pfarrer in Braunau TG. 1874 übernahm er ein Pfarramt in Seltisberg (im Bezirk Liestal BL). Von dort wurde er 1886 als «Helfer» (zweiter Pfarrer) an die Leonhardskirche in Basel berufen. 1891 wurde er Hauptpfarrer am Basler Münster und übernahm so auch das mit diesem Pfarramt verbundene Amt des Antistes (Vorstehers) der Basler evangelisch-reformierten Kirche. Da mit der Entflechtung von Kirche und Staat das Antistesamt im Jahr 1897 abgeschafft wurde, war von Salis der letzte Träger dieses auf Johannes Oekolampad zurückgehenden Amtes. Von Salis wurde stattdessen Präsident des Kirchenrates und behielt dieses Amt bis 1918, das des Münsterpfarrers bis zu seiner Emeritierung 1921.
Von Salis setzte sich für die Gründung eines Dachverbandes der protestantisch-kirchlichen Hilfsvereine der Schweiz (heute Protestantische Solidarität Schweiz) ein und präsidierte dessen Vorverein von 1887 bis 1921. Die Reformationskollekte geht auf seine Initiative zurück. Neben theologischen und historischen Werken (unter anderem zahlreiche Artikel im Basler Jahrbuch), für die ihm die Universität Basel 1910 die Ehrendoktorwürde verlieh, verfasste er auch historische Dramen und Gedichte.
Von Salis heiratete 1880 die Schwester von Carl Sebastian Haegler, Marie (1859–1924). Aus der Ehe gingen zwei Söhne hervor, darunter der Archäologe Arnold von Salis. Von Salis Schwester Emma (1851–1881) heiratete Achilles Burckhardt. Seine letzte Ruhestätte fand er auf dem Friedhof Wolfgottesacker in Basel.

## Werke (Auswahl)
- Georg Jenatsch. Eine dramatische Dilogie. Hugo Richter, Basel 1868.
- Wogen und Wellen. Gedichte. Basel 1878.
- Grifone. Die Bluthochzeit der Baglionen. Historisches Trauerspiel in fünf Aufzügen. Haessel, Leipzig 1884.
- Agrippa d'Aubigné. Eine Hugenottengestalt. Winter, Heidelberg 1885.
- Christlicher Religions- und Konfirmationsunterricht. Ein Leitfaden. Basel 1891; 4. Auflage 1914.
- Ruth. Sechs biblische Betrachtungen vor der christlichen Gemeinde. Reich, Basel 1898.